# Omer, Michigan
Omer är en ort i Arenac County i delstaten Michigan, USA.